# Râle de Swinhoe
Coturnicops exquisitus
Espèce
Statut de conservation UICN

 VU C2a(ii) : Vulnérable
Le Râle de Swinhoe (Coturnicops exquisitus) est une espèce d'oiseaux de la famille des Rallidae.

## Répartition
Son aire disjointe s'étend à travers la Manchourie ; il hiverne en Asie de l'Est.